# أدريان جورج إيزيلن
أدريان جورج إيزيلن (بالإنجليزية: Adrian G Iselin)‏ هو شخصية أعمال أمريكي، ولد في 17 يناير 1818 في نيويورك في الولايات المتحدة، وتوفي بنفس المكان في 28 مارس 1905.